# 佐倉市立弥富小学校
佐倉市立弥富小学校（さくらしりつ やとみしょうがっこう）は、千葉県佐倉市岩富町にある公立小学校。

## 沿革
- 1908年 - 岩富尋常高等小学校として設立
- 2008年 - 小規模特認校に指定され、市内全域からの児童の受け入れを開始。

## 周辺
- 八幡神社
- 教蔵寺
- 弥富簡易郵便局
- 岩富城